# Калинин, Роман Георгиевич
Роман Григорьевич Калинин (род. 16 апреля 1966 года, Подольск, Московская область, РСФСР, СССР) — один из первых активистов российского ЛГБТ-движения и, по некоторым утверждениям, первый открытый гей в СССР.

## Биография
Окончил МГТУ им. Н.Э. Баумана в 1991.
С июня 1989 член оппозиционной партии «Демократический Союз».
В ноябре 1989 создал первую в СССР газету для геев — «Тема» (см. ЛГБТ-СМИ), был её главным редактором, и основал «Ассоциацию Сексуальных Меньшинств».
Газета «Тема» была зарегистрирована Моссоветом в 1990 на основании российского «Закона о печати», свидетельство о регистрации № 82, как частное издание. Просуществовала до 1994. Насчитывала до 24 листов формата А4. Первые номера печатались в Риге по принципу самиздата. С 6-го по 12 номер издавалась тиражом до 20 000 экземпляров на базе типографии «Литературной Газеты». Всего было издано 13 номеров.
Главной задачей Ассоциации, впоследствии переименованной в Московский Союз Геев и Лесбиянок, была борьба с уголовным преследованием геев.
В 1991 Калинин стал одним из основателей Либертарианской партии РСФСР совместно с группой гей-активистов и Евгенией Дебрянской. Основным методом действий Партии и Союза Геев был эпатаж.
В мае 1991 был выдвинут партией кандидатом на выборах президента РСФСР.
Предвыборная кампания была недолгой (Калинин не был зарегистрирован, так как по закону кандидат в президенты должен быть не младше 35 лет), но стала заметным пиар-ходом в истории гей-движения. Одновременно некоторые лидеры гей-движения осудили эти действия, так как консервативные местные власти использовали «выдвижение» Калинина как предлог для отказа в регистрации другим ЛГБТ-организациям и изданиям.
При поддержке американских гей-активистов из IGLHRC в июле 1991 провёл в Москве (кинотеатр «Новороссийск») и Ленинграде (в сотрудничестве с «Фондом Чайковского») первый международный гей-лесби фестиваль и кинопоказ.
В фестивале приняли участие сотни российских геев и лесбиянок. Впервые в России на широком экране были показаны гей фильмы.
Также в ходе Фестиваля был проведены первые гей-манифестации на Советской площади и у Большого Театра.
Американская общественность оказала широкую поддержку гей-движению в России. Мэр Сан-Франциско Арт Агнос официально объявил 16 ноября 1990 «Днём Романа Калинина в Сан-Франциско».
В мае 1993 была отменена часть первая статьи 121 Уголовного Кодекса РСФСР, и деятельность Союза Геев и Лесбиянок фактически прекратилась.
В 1991—1993 Калинин организовывал первые субботние гей-дискотеки — дискотеки газеты «Тема», первая из которых состоялась в кинотеатре «Ленинград».
В 1993 ушёл в гей-бизнес. В том же году открыл первый в России гей-клуб «Андерграунд» (Волхонка, 13, закрыт в 1995). Был также создателем клубов «Луч», «База», «12 вольт», «Засада» , «Аквариум» (в большинстве уже не существующих).